# Kelly Osbourne
Kelly Michelle Lee Osbourne (* 27. října 1984 Londýn) je anglická zpěvačka, dcera zpěváka Ozzyho Osbourna. Vydala tři hudební alba.
12. května 2022 oznámila na svém Instagramu, že je těhotná a čeká dítě s DJ kapely SlipKnot Sidem Wilsonem. V listopadu téhož roku se jim narodil syn Sidney. 5. července 2025 se se Sidem Wilsonem zasnoubila.

## Diskografie
- Shut Up (2002)
- Changes (2003)
- Sleeping in the nothing (2005)